# آر. فرد لويس
آر. فرد لويس (بالإنجليزية: R. Fred Lewis)‏ هو قاضي ومحامي أمريكي، ولد في 14 ديسمبر 1947 في بيكلي في الولايات المتحدة.

## وصلات خارجية
- آر. فرد لويس على موقع إن إن دي بي (الإنجليزية)